# Copa Interamericana 1974
La Copa Interamericana 1974 est la 4e édition de la Copa Interamericana. Cet affrontement oppose le club argentin du CA Independiente, vainqueur de la Copa Libertadores 1974 au Deportivo Municipal, club guatémaltèque, vainqueur de la Coupe des champions de la CONCACAF 1974. 
Les rencontres ont lieu le 24 novembre 1974 et le 26 novembre 1974. Il est à signaler que les deux matchs ont lieu au Guatemala.
Les argentins du CA Independiente remportent cette quatrième édition (la deuxième pour le club) 4 tirs au but à 2 après un score cumulé sur les deux matchs de 1-1.

## Contexte
Le CA Independiente a disposé en finale du São Paulo Futebol Clube (1-2, 2-0 puis 1-0 en match d'appui) pour remporter la Copa Libertadores 1974. C'est leur cinquième victoire dans cette compétition et la troisième consécutive. Le club argentin peut donc défendre leur Copa Interamericana gagnée en 1972.
Pour sa part, le Deportivo Municipal a battu le SV Transvaal (2-1 puis 2-1) pour remporter la Coupe des champions de la CONCACAF 1974. Les deux matchs ont eu lieu dans le même stade que celui utilisé pour cette Copa Interamericana. C'est la première Coupe des champions pour le club.

## Match aller
| 24 novembre 1974 | Deportivo Municipal | 0 – 1 | CA Independiente | Ciudad de Guatemala, Guatemala  |                                 |
|                  |                     |       | 15e Bochini      | Arbitrage : Guillermo Velasquez | Arbitrage : Guillermo Velasquez |
|                  | Rapport             |       |                  | Arbitrage : Guillermo Velasquez | Arbitrage : Guillermo Velasquez |

| Deportivo Municipal :     |
| Adrián Fernández          |
| Alberto López Oliva (en)  |
| Carlos Monterroso         |
| León Lijón                |
| Armando Melgar            |
| Pérez                     |
| Benjamín Monterroso       |
| Raúl W. Benítez           |
| José Emilio Mitrovich     |
| Miguel Ángel Cobián       |
| Julio César Anderson (en) |
| Remplaçants :             |
| Rivahí Girón              |
| Felipe Antonio Carías     |
| Entraîneur :              |
| Rubén Amorín (en)         |

| CA Independiente :                     |
| Carlos Gay                             |
| Eduardo Antonio Commisso Villalba (es) |
| Miguel Ángel López                     |
| Francisco Pedro Manuel Sá              |
| Ricardo Pavoni                         |
| Rubén Galván                           |
| Miguel Ángel Raimondo (en)             |
| Hugo Saggioratto (es)                  |
| Agustín Balbuena                       |
| Ricardo Bochini                        |
| Daniel Bertoni                         |
| Remplaçants :                          |
| Alejandro Semenewicz (it)              |
| Entraîneur :                           |
| Roberto Ferreiro                       |

## Match retour
| 26 novembre 1974                              | Deportivo Municipal | 1 – 0                                | CA Independiente | Ciudad de Guatemala, Guatemala |                           |
|                                               | Mitrovich 50e       |                                      |                  | Arbitrage : Mario Canessa      | Arbitrage : Mario Canessa |
|                                               | Rapport             |                                      |                  | Arbitrage : Mario Canessa      | Arbitrage : Mario Canessa |
| Cobián · Anderson · B. Monterroso · Mitrovich | Tirs au but 2 - 4   | Pavoni · Giribet · Bochini · Bertoni |                  | Arbitrage : Mario Canessa      | Arbitrage : Mario Canessa |

| Deportivo Municipal :     |
| Adrián Fernández          |
| Alberto López Oliva (en)  |
| Carlos Monterroso         |
| León Lijón                |
| Armando Melgar            |
| Pérez                     |
| Benjamín Monterroso       |
| Julio César Anderson (en) |
| Raúl W. Benítez           |
| José Emilio Mitrovich     |
| Felipe Antonio Carías 62e |
| Remplaçants :             |
| Miguel Ángel Cobián 62e   |
| Entraîneur :              |
| Rubén Amorín (en)         |

| CA Independiente :                     |
| Carlos Gay                             |
| Eduardo Antonio Commisso Villalba (es) |
| Miguel Ángel López                     |
| Francisco Pedro Manuel Sá              |
| Ricardo Pavoni                         |
| Rubén Galván                           |
| Miguel Ángel Raimondo (en)             |
| Hugo Saggioratto (es) 78e              |
| Agustín Balbuena                       |
| Ricardo Bochini                        |
| Daniel Bertoni                         |
| Remplaçants :                          |
| Luis Giribet 78e                       |
| Entraîneur :                           |
| Roberto Ferreiro                       |